# Carl Gustaf Spens (ämbetsman)
Carl Gustaf Spens, född 1 maj 1741, död 12 februari 1816 i Stockholm, var en svensk greve och ämbetsman.

## Biografi
Carl Gustaf Spens föddes 1741. Han var son till kammarherren, vice lagman greve Jacob Spens till Höja och grevinnan Charlotta Lilljenstedt samt dotterson till Johan Paulinus Lillienstedt. Spens blev 25 november 1756 student vid Uppsala universitet och blev 2 oktober 1759 extra ordinarie kanslist i Kanslikollegium. Han blev 23 december 1761 auskultant i Svea hovrätt och 22 juni 1762 hamnade han på hovet som vice ceremonimästare. Spens blev sedan 17 maj 1763 kopist i Kanslikollegium och fick 10 augusti samma år en ordinarie tjänst som kanslist. Snart var han dock åter på hovet, som ordinarie ceremonimästare 18 september 1767, blev ledamot i övre borgrätten 2 januari 1768, lagman för Tiohärads lagsaga 30 april 1776 och utnämndes 1 september 1782 till riddare av Nordstjärneorden. Han blev lagman för Västmanlands och Dalarnas lagsaga 12 mars 1783, vice landshövding i Västmanlands län under Ulric Gustaf De la Gardies permission 1 november 1784 och slutade där 5 mars 1789. Spens avled 1816 i Stockholm.

### Egendom
Han ärvde Höja fideikommiss i Gryta socken och ägde Grensholms slott.

### Familj
Spens gifte sig 21 juli 1789 på Brokind med grevinnan Ulrica Falkenberg af Bålby, dotter av riksrådet Melker Falkenberg af Bålby och friherrinnan Hedvig Eleonora Wachtmeister af Björkö. De fick tillsammans barnen en son (1790–1790), häradshövdingen Jakob Melker Spens (1791–1849), militären och kartografen Carl Gustaf Spens och Axel Gabriel Spens (1793–1793).